# La Flèche Wallonne 2011
La Flèche Wallonne 2011 este ediția 75 a cursei clasice de ciclism La Flèche Wallonne. Cursă de o zi. S-a desfășurat pe data de 20 aprilie 2011 pe distanța de 201 km.

## Rezultate
|    | Ciclist                    | Echipă             | Timp       |
| -- | -------------------------- | ------------------ | ---------- |
| 1  | Philippe Gilbert (BEL)     | Omega Pharma-Lotto | 4h 54' 57" |
| 2  | Joaquim Rodríguez (ESP)    | Team Katusha       | + 3"       |
| 3  | Samuel Sánchez (ESP)       | Euskaltel-Euskadi  | + 5"       |
| 4  | Alexander Vinokourov (KAZ) | Astana             | + 6"       |
| 5  | Igor Antón (ESP)           | Euskaltel-Euskadi  | + 6"       |
| 6  | Jelle Vanendert (BEL)      | Omega Pharma-Lotto | + 6"       |
| 7  | Fränk Schleck (LUX)        | Leopard-Trek       | + 6"       |
| 8  | Daniel Moreno (ESP)        | Team Katusha       | + 9"       |
| 9  | Christophe Le Mével (FRA)  | Garmin-Cervélo     | + 12"      |
| 10 | Paul Martens (GER)         | Rabobank           | + 12"      |